# Marathon alpin du Liechtenstein
Le marathon alpin du Liechtenstein (en allemand : Alpin-Marathon Liechtenstein), appelé officiellement LGT Alpin Marathon du nom du sponsor-titre LGT Bank, est un marathon de montagne reliant le village de Bendern à celui de Malbun au Liechtenstein. Il a été créé en 2000.

## Histoire
À la fin des années 1990, le Liechtensteinois Hannes Willinger participe à plusieurs reprises au marathon de la Jungfrau. Très impressionné par cet événement, il réfléchit à l'idée de créer un marathon de montagne au Liechtenstein. Limité par la taille de son petit pays, il décide de placer l'arrivée dans l'unique station de ski du pays, Malbun, puis recherche les chemins possibles afin d'arriver à la longueur du marathon de 42,2 km. Une fois son projet finalisé, il le présente aux autorités de Vaduz en 1999 afin de le valider. Il court l'entier du parcours avec Peter Sprenger (de), membre du Landtag. Un comité d'organisation est mis en place et la première édition a lieu le 17 juin 2000 avec près de 400 concurrents au départ,.
En 2007, les organisateurs du marathon s'associent avec ceux des marathons de la Jungfrau et de Zermatt pour créer la Mountain Marathon-Cup. Cette même année, une course plus courte, le semi-marathon PLUS de 25,4 km est ajouté. L'arrivée est donnée au hameau de Steg.
En 2008, le Néo-Zélandais Jonathan Wyatt est le premier coureur à terminer sous la barre des trois heures et établit le record du parcours en 2 h 56 min 27 s.
L'édition 2009 bat le record de participation avec plus de 1000 coureurs au départ, toutes distances confondues. Avec régulièrement plusieurs centaines d'inscrits, c'est la plus grande manifestation sportive du pays.
En 2012, Christof, le fils de Hannes, reprend la présidence du comité d'organisation.
La Française Aline Camboulives bat le record féminin du parcours en 3 h 28 min 22 s lors de l'édition 2015, terminant cinquième du classement général.
L'édition 2020 est annulée en raison de la pandémie de Covid-19, tout comme l'édition 2021.

## Parcours
Le départ est donné dans le village de Bendern. Le parcours suit ensuite le Rhin jusqu'à Vaduz. Il traverse la ville et remonte en direction du château puis continue sa montée jusqu'à l'alpage de Silum. Le parcours redescend jusqu'au hameau de Steg avant de poursuivre dans l'alpage de Valorsch. Le parcours atteint le point culminant au col Sassförkle à 1 786 m d'altitude puis redescend jusqu'à l'arrivée donnée à Malbun. Il mesure 42,2 km pour 1 870 m de dénivelé positif et 720 m de dénivelé négatif.

## Vainqueurs
| Année | Homme                                               | Temps                                               | Femme                                               | Temps                                               |
| ----- | --------------------------------------------------- | --------------------------------------------------- | --------------------------------------------------- | --------------------------------------------------- |
| 2000  | Urs Christen                                        | 3 h 4 min 56 s                                      | Vroni Steinmann                                     | 3 h 48 min 50 s                                     |
| 2001  | Peter Gschwend                                      | 3 h 9 min 23 s                                      | Janina Saxer                                        | 3 h 46 min 32 s                                     |
| 2002  | Marco Kaminski                                      | 3 h 9 min 30 s                                      | Gaby Steigmeier                                     | 3 h 52 min 43 s                                     |
| 2003  | Thomas Engeli                                       | 3 h 14 min 19 s                                     | Carolina Reiber                                     | 3 h 45 min 18 s                                     |
| 2004  | Marco Kaminski                                      | 3 h 11 min 6 s                                      | Carolina Reiber                                     | 3 h 30 min 16 s                                     |
| 2005  | Karl Jöhl                                           | 3 h 9 min 5 s                                       | Carolina Reiber                                     | 3 h 35 min 10 s                                     |
| 2006  | Karl Jöhl                                           | 3 h 8 min 26 s                                      | Carolina Reiber                                     | 3 h 46 min 7 s                                      |
| 2007  | Timothy Short                                       | 3 h 9 min 51 s                                      | Elizabeth Hawker                                    | 3 h 30 min 38 s                                     |
| 2008  | Jonathan Wyatt                                      | 2 h 56 min 27 s                                     | Corinne Zeller                                      | 3 h 36 min 25 s                                     |
| 2009  | Jonathan Wyatt                                      | 3 h 1 min 0 s                                       | Tanja Amiet                                         | 3 h 45 min 17 s                                     |
| 2010  | Patrick Wieser                                      | 3 h 2 min 10 s                                      | Simona Staicu                                       | 3 h 35 min 30 s                                     |
| 2011  | Patrick Wieser                                      | 2 h 56 min 57 s                                     | Jasmin Nunige                                       | 3 h 35 min 30 s                                     |
| 2012  | Patrick Wieser                                      | 3 h 7 min 40 s                                      | Jasmin Nunige                                       | 3 h 39 min 28 s                                     |
| 2013  | Patrick Wieser                                      | 3 h 3 min 59 s                                      | Jasmin Nunige                                       | 3 h 34 min 59 s                                     |
| 2014  | Stefan Hubert                                       | 3 h 7 min 57 s                                      | Jasmin Nunige                                       | 3 h 40 min 55 s                                     |
| 2015  | Gerd Frick                                          | 3 h 10 min 44 s                                     | Aline Camboulives                                   | 3 h 28 min 22 s                                     |
| 2016  | Patrick Wieser                                      | 3 h 5 min 0 s                                       | Aline Camboulives                                   | 3 h 31 min 59 s                                     |
| 2017  | Shaban Mustafa                                      | 3 h 5 min 12 s                                      | Michelle Maier                                      | 3 h 36 min 30 s                                     |
| 2018  | Patrick Wieser                                      | 3 h 10 min 14 s                                     | Michelle Maier                                      | 3 h 28 min 43 s                                     |
| 2019  | Shaban Mustafa                                      | 3 h 16 min 12 s                                     | Lea Tauern                                          | 4 h 12 min 9 s                                      |
| 2020  | Course annulée en raison de la pandémie de Covid-19 | Course annulée en raison de la pandémie de Covid-19 | Course annulée en raison de la pandémie de Covid-19 | Course annulée en raison de la pandémie de Covid-19 |
| 2021  | Course annulée en raison de la pandémie de Covid-19 | Course annulée en raison de la pandémie de Covid-19 | Course annulée en raison de la pandémie de Covid-19 | Course annulée en raison de la pandémie de Covid-19 |
| 2022  | Shaban Mustafa                                      | 3 h 4 min 5 s                                       | Nina Högger                                         | 3 h 52 min 24 s                                     |
| 2023  | Clément Durance                                     | 3 h 11 min 10 s                                     | Nadja Kessler                                       | 3 h 49 min 32 s                                     |
| 2024  | Vitaliy Shafar                                      | 3 h 3 min 20 s                                      | Sintayehu Kibebo                                    | 3 h 50 min 38 s                                     |
| 2025  | Vitaliy Shafar                                      | 3 h 15 min 6 s                                      | Nadja Kessler                                       | 4 h 2 min 10 s                                      |

 Record de l'épreuve